# آلن باکلی
آلن باکلی (انگلیسی: Alan Buckley؛ زادهٔ ۲۰ آوریل ۱۹۵۱) بازیکن فوتبال اهل بریتانیا است.
از باشگاه‌هایی که در آن بازی کرده‌است می‌توان به باشگاه فوتبال ناتینگهام فارست، باشگاه فوتبال تاموورث، باشگاه فوتبال والسال، و باشگاه فوتبال بیرمنگام سیتی اشاره کرد.